# Bätterkinden
Bätterkinden är en ort och kommun i distriktet Emmental i kantonen Bern, Schweiz. Kommunen har 3 394 invånare (2023).